# Rose rouge de Lancastre

La Rose rouge de Lancastre, emblème de la Maison de Lancastre

La Rose rouge de Lancastre est l'emblème floral de la province du Lancashire en Angleterre.
L'espèce ou le cultivar exact restent imprécis, mais la rose la plus probable est la Rosa gallica officinalis.
Elle est adoptée pour la première fois en tant qu'emblème héraldique par Edmond de Lancastre, premier comte de Lancastre, et devient l'emblème du Lancashire après la bataille de Bosworth en 1485.

## Utilisations ultérieures

Drapeau du Lancashire
Drapeau d Lancaster (Pennsylvanie)
Drapeau de Montréal
Emblème de l'Équipe d'Angleterre de rugby à XV

## Source
- (en) Cet article est partiellement ou en totalité issu de l’article de Wikipédia en anglais intitulé « Red Rose of Lancaster » (voir la liste des auteurs).